# 園芸学会
一般社団法人園芸学会（いっぱんしゃだんほうじんえんげいがっかい、英語: The Japanese Society for Horticultural Science、略称: JSHS）は、園芸研究・技術進歩を図るため1923年（大正12年）に創立された学会である。

## 概略
「園芸に関する科学及び技術の進歩を図り，園芸産業及び持続可能な社会の発展に寄与すること」を目的に、事業として学会誌の発行、講演会・研究会の開催などをおこなっている。学会事務局業務は2005年（平成17年）より京都府京都市上京区の中西印刷株式会社に委託している。
1923年（大正12年）5月20日設立、初代理事長（会長）は原煕、理事は折下吉延、平野英一、太田謙吉、森 一雄の4名であった。1925年（大正15年）、学会誌として『園芸学会雑誌』（現在の『The Horticulture Journal』）を創刊。2015年（平成27年）に一般社団法人に移行した。
学会として1956年（昭和36年）から園芸学会賞、園芸学会奨励賞を授与している。ほかに年間優秀論文賞、園芸功労賞などを設けており、歴代の受賞者は公式ウェブサイトに掲載されている。

## 学会誌
- 『The Horticulture Journal』（英文誌、年4回刊）[6][注 1]
- 『園芸学研究』（和文誌、年4回刊）[8]